# Campeonato de Clubes de la CFU 2002
El Campeonato de Clubes de la CFU del 2002 fue la 5ª edición del torneo de fútbol a nivel de clubes del Caribe organizado por la CFU, el cual otorgó dos plazas para la Copa de Campeones de la CONCACAF del 2002. Participaron clubes de Martinica, Jamaica, Dominica, Haití, Santa Lucía y Trinidad y Tobago. Se produjo el debut de un club de Islas Caimán, mientras que el Beacon Insurance, de Granada, no pudo concretar su participación.
El Arnett Gardens de Jamaica y el W Connection de Trinidad y Tobago fueron los que consiguieron las plazas para la Copa de Campeones de la CONCACAF del 2002.

## Primera Ronda
| Local          | Resultado | Visita              | Ida | Vuelta |
| -------------- | --------- | ------------------- | --- | ------ |
| George Town SC | 1-10      | Harbour View        | 0-3 | 1-7    |
| US Robert      | 6-1       | Saint Joseph United | 5-0 | 1-1    |

- Saint Joseph United tomó el lugar del Beacon Insurance de Granada, quien teniá que enfrentar originalmente al US Robert

## Fase de grupos

### Grupo A
| Club           | Pts. | J | G | E | P | GF | GC | GD |
| -------------- | ---- | - | - | - | - | -- | -- | -- |
| Arnett Gardens | 4    | 2 | 1 | 1 | 0 | 5  | 0  | +5 |
| Violette       | 4    | 2 | 1 | 1 | 0 | 3  | 1  | +2 |
| VSADC          | 0    | 2 | 0 | 0 | 2 | 1  | 8  | -7 |

 Club Franciscain abandonó el torneo por su participación en la Copa de Francia. La CONCACAF multó al equipo con $11,000 y fue suspendido de los torneos internacionales por 1 año.
| Local          | Visita         | Resultado |
| -------------- | -------------- | --------- |
| Arnett Gardens | VSADC          | 5-0       |
| VSADC          | Violette       | 1-3       |
| Violette       | Arnett Gardens | 0-0       |

### Grupo B
| Club         | Pts. | J | G | E | P | GF | GC | GD |
| ------------ | ---- | - | - | - | - | -- | -- | -- |
| W Connection | 6    | 2 | 2 | 0 | 0 | 4  | 1  | +3 |
| Harbour View | 3    | 2 | 1 | 0 | 1 | 5  | 3  | +2 |
| US Robert    | 0    | 2 | 0 | 0 | 2 | 1  | 6  | -5 |

 FICA abandonó el torneo.
| Local        | Visita       | Resultado |
| ------------ | ------------ | --------- |
| Harbour View | US Robert    | 4-1       |
| W Connection | Harbour View | 2-1       |
| US Robert    | W Connection | 0-2       |